# Es lo mejor
Es lo mejor es el quinto álbum de estudio del grupo mexicano de rock Three Souls in My Mind. Fue publicado originalmente en 1977 a través de la disquera Cisne-Raff y venía con un póster de los integrantes del grupo.

## Lista de canciones
Todas las canciones escritas y compuestas por Three Souls in My Mind. 
| Cara 1 |                           |          |  |
| N.º    | Título                    | Duración |  |
| 1.     | «Es lo mejor»             |          |  |
| 2.     | «Nuestros impuestos»      |          |  |
| 3.     | «Másturbado»              |          |  |
| 4.     | «El rey de la revolución» |          |  |

| Cara 2 |                               |          |  |
| N.º    | Título                        | Duración |  |
| 1.     | «Ya me voy»                   |          |  |
| 2.     | «Cuando estoy con mis cuates» |          |  |
| 3.     | «El semental»                 |          |  |
| 4.     | «A.D.O.»                      |          |  |
| 5.     | «Oye»                         |          |  |

## Personal
Three Souls in My Mind
- Ernesto de León: guitarra líder
- Alejandro Lora S.: bajo, voz
- Carlos Hauptvogel: batería, armónica
- Sergio Mancera - guitarra
- Eduardo Toral: piano

Producción
- Ernesto de la Cruz: ingeniero de grabación
- Ulises Francisco García: doblaje piano y coros
- Juan Ramón Sánchez: corte
- Adolfo Basi: diseño de la portada
- Ignacio González: dirección artística

## Ediciones
Este disco fue editado en 1999 en CD remasterizado por Discos y Cintas Denver